# يوأنس الخامس (بابا الإسكندرية)
هو البطرك (72) تولى من سنة 1147 إلى سنة 1167م. ولقد أثار يونس ابن كدران عدة متاعب جسيمة حين اتخذت الإجراءات لاختيار يوحنا الخامس . وفي النهاية أصدر الخليفة أمره بانعقاد مجلس بحضور الرؤساء لاختيار مرشح مناسب للبطريركية.
ومن بين الحوادث التاريخية المدونة هنا نذكر اغتيال رضوان ابن ولخشى، وفاة الخليفة الحافظ واغتيال ابنه الظافر بواسطة نصر ابن عباس، وزارة طلايع ابن رزيق، حدوث غلاء بمصر، اغتيال طلايع ابن رزيق، ظهور ضرغام وشاور، قتل ضرغام، نهب القاهرة، وغزو مصر بواسطة أمورى وشيركوه.